# Джерельне (Коломийчиська сільська громада)
Джере́льне (до 17 лютого 2016 — Жовтне́ве) — село в Україні, у Коломийчиській сільській громаді Сватівського району Луганської області. Населення становить 138 осіб.

## Географія
Селом тече річка Реуха.

## Історія
Село було внесено до переліку населених пунктів, які потрібно перейменувати згідно із законом «Про засудження комуністичного та націонал-соціалістичного (нацистського) тоталітарних режимів в Україні та заборону пропаганди їхньої символіки».
4 лютого 2016 року Верховна Рада підтримала перейменування села Жовтневе на Джерельне. 18 лютого 2016 року перейменування набуло чинності.

## Населення

### Мова
Розподіл населення за рідною мовою за даними перепису 2001 року:
| Мова       | Кількість | Відсоток |
| ---------- | --------- | -------- |
| українська | 137       | 99.28%   |
| російська  | 1         | 0.72%    |
| Усього     | 138       | 100%     |